# Соболь (бриг)
«Со́боль» — 14-пушечный бриг типа «Соболь», один из двух бригов данного типа. Бриг был построен на Лодейнопольской верфи корабельным мастером В. Ф. Буданцевым и состоял в Балтийском флоте Российской империи. Корабль принимал участие в Отечественной войне 1812 года и войне с Францией 1813—1814 годов.

## История службы
Корабль был спущен на воду в 1806 году и в следующем году перешёл из Кронштадта в Ригу, где до 1811 года стоял на брандвахте. Во время Отечественной войны корабль участвовал в обороне Риги, а в августе 1813 года перешёл на Данцигский рейд, присоединился к эскадре контр-адмирала Грейга и принимал участие в бомбардировке крепости Вексельмюнде. Осенью корабль ушёл на зимовку в Мемель.
В следующем году бриг вернулся в Кронштадт, а в 1816-м был переоборудован в плавучую тюрьму.

## Командиры
Бриг «Соболь» в разное время ходил под командованием следующих капитанов:
1. 1807 — Н. К. Благово
2. 1808—1809 — П. А. Деревицкой 2-й
3. 1811 — П. Д. Мамаев
4. 1813—1814 — М. Н. Станюкович